# 钟吾街道
钟吾街道是中华人民共和国江苏省徐州市新沂市下辖的一个街道办事处。
2021年3月11日，从新安街道析新北村、王陈村、南陈村、孔圩村、嶂仓村、黄墩村、官庄村、李庄村、臧圩村和大刘庄社区，设立钟吾街道。新设立的钟吾街道辖9个村和1个社区。

## 行政区划
钟吾街道下辖辖9个村和1个社区：
新北村、王陈村、南陈村、孔圩村、嶂仓村、黄墩村、官庄村、李庄村、臧圩村和大刘庄社区。